# Мойилди (Павлодарська міська адміністрація)
Мойилди́ (каз. Мойылды) — село у складі Павлодарської міської адміністрації Павлодарської області Казахстану. Адміністративний центр та єдиний населений пункт Мойилдинського сільського округу.
Населення — 1733 особи (2021; 810 у 2009, 850 у 1999, 789 у 1989).
Національний склад станом на 1989 рік:
- казахи — 55 %
- росіяни — 26 %

До 2017 року село називалось Муялди.